# Estado de Gombe
El estado de Gombe es uno de los treinta y seis estados pertenecientes a la República Federal de Nigeria.

## Localidades con población en marzo de 2016
- Akko 464,700
- Balanga 291,200
- Billiri 279,100
- Dukku 286,000
- Funakaye 327,300
- Gombe 367,500
- Kaltungo 220,900
- Kwami 267,200
- Nafada 193,100
- Shomgom 207,900
- Yamaltu/Deba 352,200

## Superficie y límites
Gombe tiene una extensión de 18.768 kilómetros cuadrados y sus límites son los siguientes: al norte con el estado de Yobe, al este con los estados de Adamawa y Borno, al sur con el estado de Taraba y al oeste con el de Bauchi.

## Población
La población se eleva a la cifra de 2.539.235 personas (datos del censo del año 2007). La densidad poblacional es de 135,3 habitantes por cada kilómetro cuadrado de esta división administrativa.

## Historia y formación territorial
El estado fue creado en 1996 durante la dictadura del general Sani Abacha. Hasta esa fecha su territorio formaba parte del estado de Bauchi.

## Localidades
Este estado se subdivide internamente en un total de once localidades a saber:
- Akko
- Balanga
- Billiri
- Dukku
- Funakaye
- Gombe
- Kaltungo
- Kwani
- Nafada
- Shomgom
- Yamaltu/Deba